# Antti Hyry

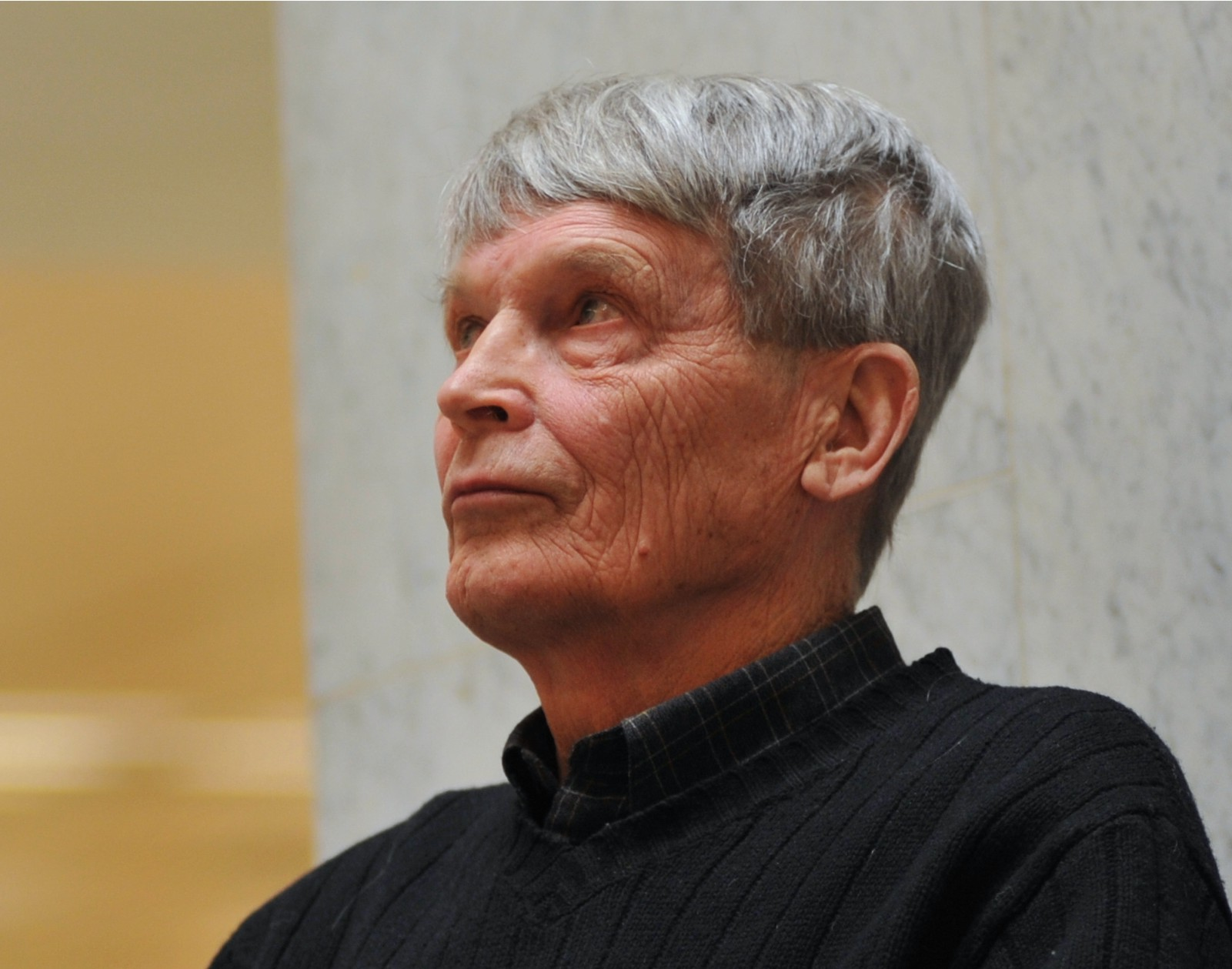
Antti Hyry i Helsingfors 2010.

Antti Hyry, född 20 oktober 1931 i Kuivaniemi i norra Finland, död 4 juni 2016 i Esbo, var en finsk författare, bosatt i Helsingfors. 
Hyry var en av modernisterna i finsk litteratur.  Hans betydelse för andra författare ger honom en betydande plats i den finska litteraturen. Han var gammallaestadian, vilket varit av betydelse för honom i hans författarskap. Han har kallats Finlands Robbe-Grillet och Marcel Proust.